# André Mourlon
André Mourlon (Parigi, 9 ottobre 1903 – Parigi, 31 luglio 1970) è stato un velocista francese.

## Biografia
Partecipò ai Giochi olimpici di Parigi 1924 e Amsterdam 1928 gareggiando nei 100 m piani, nei 200 m piani e con la staffetta 4×100 m. Nelle gare individuali non riuscì mai a conquistare l'accesso alla finale, sfiorandola sui 200 m a Parigi dove giunse quarto in semifinale. Con le staffette disputò due finali, ottenendo rispettivamente un quinto e un quarto posto.
Era fratello minore di René Mourlon, anch'egli velocista di livello internazionale. 

## Palmarès
| Anno | Manifestazione  | Sede      | Evento      | Risultato        | Prestazione | Note  |
| ---- | --------------- | --------- | ----------- | ---------------- | ----------- | ----- |
| 1924 | Giochi olimpici | Parigi    | 100 m piani | Quarti di finale | 11"1        | [ 1 ] |
| 1924 | Giochi olimpici | Parigi    | 200 m piani | Semifinale       | 22"2        | [ 2 ] |
| 1924 | Giochi olimpici | Parigi    | 4×100 m     | 5º               | 42"2        | [ 3 ] |
| 1928 | Giochi olimpici | Amsterdam | 100 m piani | Quarti di finale | 11"2        | [ 4 ] |
| 1928 | Giochi olimpici | Amsterdam | 200 m piani | Quarti di finale | n/d         | [ 5 ] |
| 1928 | Giochi olimpici | Amsterdam | 4×100 m     | 4º               | 42"0        | [ 6 ] |